# Nana Bouba
Nana Bouba est un industriel et homme d'affaires peul camerounais. Sixième fortune du Cameroun et dix-neuvième en Afrique subsaharienne francophone en 2015, avec une fortune estimée à 310 millions de dollars selon le classement Forbes Afrique.

## Biographie

### Enfance, formation et débuts
Nana Bouba est  un peul originaire de Meiganga dans l'Adamaoua. Il se lance le 1er janvier 1963, à 15 ans.

### Carrière

#### Débuts au Gabon
Il rejoint un oncle maternel au Gabon. Il travaille comme aide-chauffeur et gagne 15 000 francs CFA par mois. 3 ans plus tard il double sa paie en devenant chauffeur et conduit des véhicules de transport en commun.
Ses trajets l’emmènent d’Oyem ou Bitam vers Libreville.
Il commence l'entreprise en 1975, vers l'âge de 30 ans. Avec une mise de départ de 400 000 francs CFA qui vient de la vente de sa part d'héritage - 30 à 40 bœufs laissés à ses deux frères et lui par son père, décédé alors qu’il n'avait que 9 ans.

#### Retour au Cameroun
Un 1er janvier, sa limonaderie Nana Bouba Beverages Company - Nabco -, dont les usines sont situées à Limbé, à une heure de Douala voit le jour. Il livre le Gabon. Un de ses oncles maternels lui loue à l’époque une Peugeot 401 bâchée. Les premières marchandises qu'il achète sont des ballons de football.
Il fait la route entre le Cameroun et le Gabon pendant trois ans. Ensuite, au Nigeria, il achète la marchandise pour la revendre au Cameroun et ensuite au Gabon.
Par la suite, il s’installe au quartier dit Briqueterie à Yaoundé avec une échoppe en novembre 1984.
En août 1985, il crée les établissements Nabo. Cette entreprise sera au début des années 1990 transformée en Société alimentaire du Cameroun (Soacam), pilier du Nana Bouba Group qui voit le jour en mars 1991 avec le statut juridique de SARL. Soacam se spécialise dans la distribution de produits alimentaires, et notamment du riz.

#### Homme d'affaires et Industriel
Il est propriétaire du groupe NBG, empire supposé peser 260 millions de dollars. Faisant de lui l'homme le plus riche du nord-Cameroun. Son groupe opère dans la distribution.
Il se lance dans la production agro-alimentaire - eau minérale, huile de palme - à la suite de la concession d'immenses terres cultivables, avec la plantation, prévue pour 2016, de 500 ha de palmiers dans la région du Littoral (Sud-Ouest), grâce au projet Greenfil.

#### Relève
Ses fils s' impliquent au sein de l'entreprise. Mohamadou Nana Bouba, directeur de la holding, est le numéro un du pôle industriel du Groupe, et deux de ses petits frères, Oumarou Sahabo et Massoud Kamal Nana Bouba, sont respectivement directeur général à Soacam et deuxième personnalité à Azur.
L’ensemble des activités du groupe représentent un chiffre d'affaires annuel de plus d'un quart de milliard de dollars.
Quand l'homme d'affaires donne des conseils, il dit :  

« Si vous êtes honnête, vous allez réussir dans la vie. [...] il ne faut pas chercher à mentir, il ne faut pas chercher à tromper. Pour moi. c’est l’essentiel ! », « Ne cherchez pas à être parmi les jeunes qui boivent du vin, vont au cinéma ou font des bêtises dont on ne peut même pas parler...[...| Il faut être fidèle à sa femme.» « travailler, c’est obligatoire», « Face aux difficultés, il faut foncer, et toujours se battre pour ne pas reculer. »

### Vie privée
Nana Bouba vit à  Baledjam, dans un ranch de 16 000 m2, dans l'Adamaoua, loin de Douala et Yaoundé, villes où se trouvent ses principaux bureaux.

## Décorations
- Commandeur de l'ordre de la Valeur (Cameroun)